# 李姸憬
李姸憬（1985年5月25日—），原名李妍瑾，台湾女藝人、演員、知名模特兒。

## 簡介
出生於台南市，16歲即擔任廣告模特兒，卻因為家庭因素而停止演藝事業發展四年之久。
- 2005年世界華裔美后亞軍得主[3][4]、2005年國際小姐台灣代表[5]，2005年世界網路小姐亞洲區冠軍、全球亞軍[2][6]。
- 2007年獲得國際妙齡小姐全球季軍[7]，國際選美執行人選美教父史嗣智喻為天才型選美佳麗[2]。
- 2005年8月以選美佳麗之姿正式進入台灣演藝圈。馬來西亞媒體稱為酷似國際影星章子怡[8]。
- 2012年起於台北東區投資餐館，2015年5月重新裝修開幕[9]。

## 爭議事件
2016年10月30日，與友人（劉謙柔）搭乘計程車時，與賀姓計程車司機在車上爆發嚴重口角衝突，後演變為互控傷害拘留，事後周邊行車紀錄器影片被公布於網上與其媒體說法有部分出入，且間接證實其與四海幫黑道人物寶哥有往來形象人氣大跌。
2017年6月22日，本案開庭辯論終結，李妍憬淚崩認罪，台北地院將李女判處拘役40日，得易科罰金4萬元、緩刑2年。後於臉書發表長文出示上海電影節的雜物組工作證，表示未來將轉往幕後發展，可能逐漸淡出幕前。
2018年，丁小芹詐騙事件中李姸憬和王思佳出面在網路直播中與Makiyo共同指控也被丁詐騙過，李姸憬是購買一個香奈兒包但拿到後明顯粗糙，後送去檢定為假貨。之前還介紹別人在網路購物中向丁買東西但別人也是付款後未收到東西或收到假貨。

## 音樂作品
| 單曲名稱                    | 發行日期      | 發行     | 曲目                                         |
| --------------------------- | ------------- | -------- | -------------------------------------------- |
| 首張個人單曲《我的藍》      | 2008年5月1日  | 福茂發行 | 曲目 1. 我的藍 2. 我的藍(KALA)               |
| 第二張個人單曲《all i Can》 | 2008年7月10日 | 福茂發行 | 曲目 1. All I Can(演唱版) 2. All I Can(KALA) |
| 時事創作歌曲《捷殺》        | 2014年5月25日 | YouTube  | 曲目                                         |

## 節目主持
- ALL IN 俱樂部

## 演出作品

### 電視劇
| 年份   | 頻道         | 劇名                     | 飾演                                 |
| ------ | ------------ | ------------------------ | ------------------------------------ |
| 2007年 | 民視         | 《錯愛》都會愛情劇女主角 | 方卓琳                               |
| 2008年 | 華視         | 《歡喜來逗陣》           | 客串 吳書瑋                          |
| 2012年 | 台視         | 《女人花》               | 陳秀微                               |
| 2012年 | 壹電視綜合台 | 《小站》                 | 女主角，劇中劇『阿爸！風雨人生』劇組 |
| 2013年 | 壹電視綜合台 | 《結婚好嗎？》           | JOLLY                                |
| 2014年 | 中天综合台   | 《PMAM美好侦探社》       | 胡芝穎                               |
| 2015年 | 民視         | 《星座愛情雙魚女》       | AMY(職棒飆馬隊球團經理)              |

### MV
| 年份   | 歌曲         | 演唱   | 飾演 |
| ------ | ------------ | ------ | ---- |
| 2015年 | 《愛我的錢》 | 黃明志 | 女神 |

### 電影
| 年份   | 片名                   | 飾演   |
| ------ | ---------------------- | ------ |
| 2012年 | 《天鐘》               | 林姐   |
| 2013年 | 《我愛的是你愛我》     | 美女   |
| 2014年 | 《小胸維妮的幸福旅程》 | 凱蒂   |
| 2016年 | 《黑白 (電影)》        | 蕭靜文 |

## 廣告
- 滙豐銀行
- 佳麗寶化妝品
- 波爾口香糖
- 三菱原子筆
- 貴夫人家電果菜汁機
- 三陽機車
- 郵政總局公益廣告
- 東森電視台票選 城市賄選篇
- 桂格高鈣健康三益菌奶粉
- 金車 Green Time Gum波爾口香糖
- 大眾電信
- 東風電視台開台 等一下篇
- 勞保局公益廣告
- 蕾黛絲靠過來胸罩
- 船井低週波治療器

## 廣告代言人
- 2006年蕾黛絲靠過來胸罩代言
- 2006年高雄美術東世界房地產代言
- 2006年桃園誠品A+房地產代言
- 2007年船井低週波治療器代言
- 2007－2008年跨年度安蔻品牌代言
- 2007－2008年跨年度IBS牛仔褲代言
- 2008年台北市動物保護季代言人
- 2008年台北縣三峽藍染節代言人
- 2008年先施百貨秋冬代言人
- 2009年台北天水華亭房地產代言

## 獎項
- 2005年世界華裔美后
  - 亞軍
  - Osim美腿小姐單項獎
  - Sito國際性格小姐單項獎
- 2005年世界網路小姐
  - 亞洲冠軍
  - 全球亞軍
- 2005年世界比基尼小姐评审
- 2005年环球模特儿大赛评审
- 2006年FHM全球百大性感美女票选第六名
- 2007年國際妙齡小姐
  - 季軍
  - 最佳晚禮服單項獎
  - 最佳魅力單項獎
  - 最佳慈善單項獎
  - Disco Queen單項獎

## 外部連結
- 李妍憬的Facebook專頁
- 李妍憬Yuni的新浪微博
- 李姸憬在互联网电影资料库（IMDb）上的資料（英文）
- 李妍瑾在香港影庫上的簡介
- 李妍憬在豆瓣上的资料（简体中文）
- 李妍瑾在时光网上的簡介（简体中文）